# Epoligosita clara
Epoligosita clara är en stekelart som beskrevs av Hayat och Gennaro Viggiani 1981. Epoligosita clara ingår i släktet Epoligosita och familjen hårstrimsteklar. Inga underarter finns listade i Catalogue of Life.